# Emil Dierzer von Traunthal
Emil Dierzer von Traunthal (26. dubna 1844 Linec – 15. února 1904 Milán) byl rakouský průmyslník a politik německé národnosti z Horních Rakous, na počátku 20. století poslanec Říšské rady.

## Biografie
Vystudoval obchodní akademii v Praze- Od roku 1867 byl majitelem rodinné textilní továrny v Kleinmünchenu. Od roku 1902 vykonával funkci prezidenta přádelny v Lambachu. V letech 1890–1896 působil jako člen kuratoria Hypotečního ústavu pro Horní Rakousy. Od roku 1897 působil jako viceprezident Bank für Oberösterreich und Salzburg a od roku 1901 viceprezident Všeobecné spořitelny v Linci. Angažoval se veřejně i politicky. Od roku 1891 byl prozatímním předsedou a od roku 1901 prezidentem živnostenské sekce obchodní komory v Linci, od roku 1893 hornorakouské stavební společnosti a od roku 1897 zemské železniční rady. V letech 1888–1895 zastával post zemského předsedy liberálního politického spolku.
Zasedal jako poslanec Hornorakouského zemského sněmu. Zvolen sem byl v roce 1881 coby liberální kandidát (tzv. Ústavní strana) za kurii obchodních a živnostenských komor. Mandát obhájil v roce 1884, 1890 a 1897. Zemským poslancem byl do roku 1902. Po celou dobu zároveň působil jako náměstek zemského hejtmana.
Působil i jako poslanec Říšské rady (celostátního parlamentu Předlitavska), kam usedl ve volbách roku 1901 za kurii obchodních a živnostenských komor v Horních Rakousích, obvod Linec. Poslancem byl do své smrti roku 1904. V parlamentu ho pak nahradil Ludwig Christ. Ve volebním období 1901–1907 se uvádí jako rytíř Emil Dierzer von Traunthal, majitel továrny.
Ve volbách roku 1901 se uvádí jako kandidát Německé pokrokové strany.
Zemřel v únoru 1904 na cestě z Lince do Mentonu.